# Цветковский
Цветковский — посёлок сельского типа в Можайском городском округе Московской области. Численность постоянного населения по Всероссийской переписи 2010 года — 849 человек.
До 2006 года Цветковский входил в состав и был административным центром Дровнинского сельского округа, а до 2018 года был в составе и административным центром Дровнинского сельского поселения.

## Расположение
Цветковский расположен на западе района, примерно в 12 км к западу от Уваровки, у истока малой речки Рогатенка — правый приток Москва-реки, высота центра над уровнем моря 261 м. Ближайшие населённые пункты — примыкающие на севере Твердики, Дровнино на запад и Бобры на юг — обе в 1 км.
Посёлок располагается на пути Старой Смоленской дороги (ул. Смоленская).

## Инфраструктура
В поселке числится 8 улиц. Имеется средняя школа, дом культуры № 62081, детский сад № 32.